# Vkládání rukou

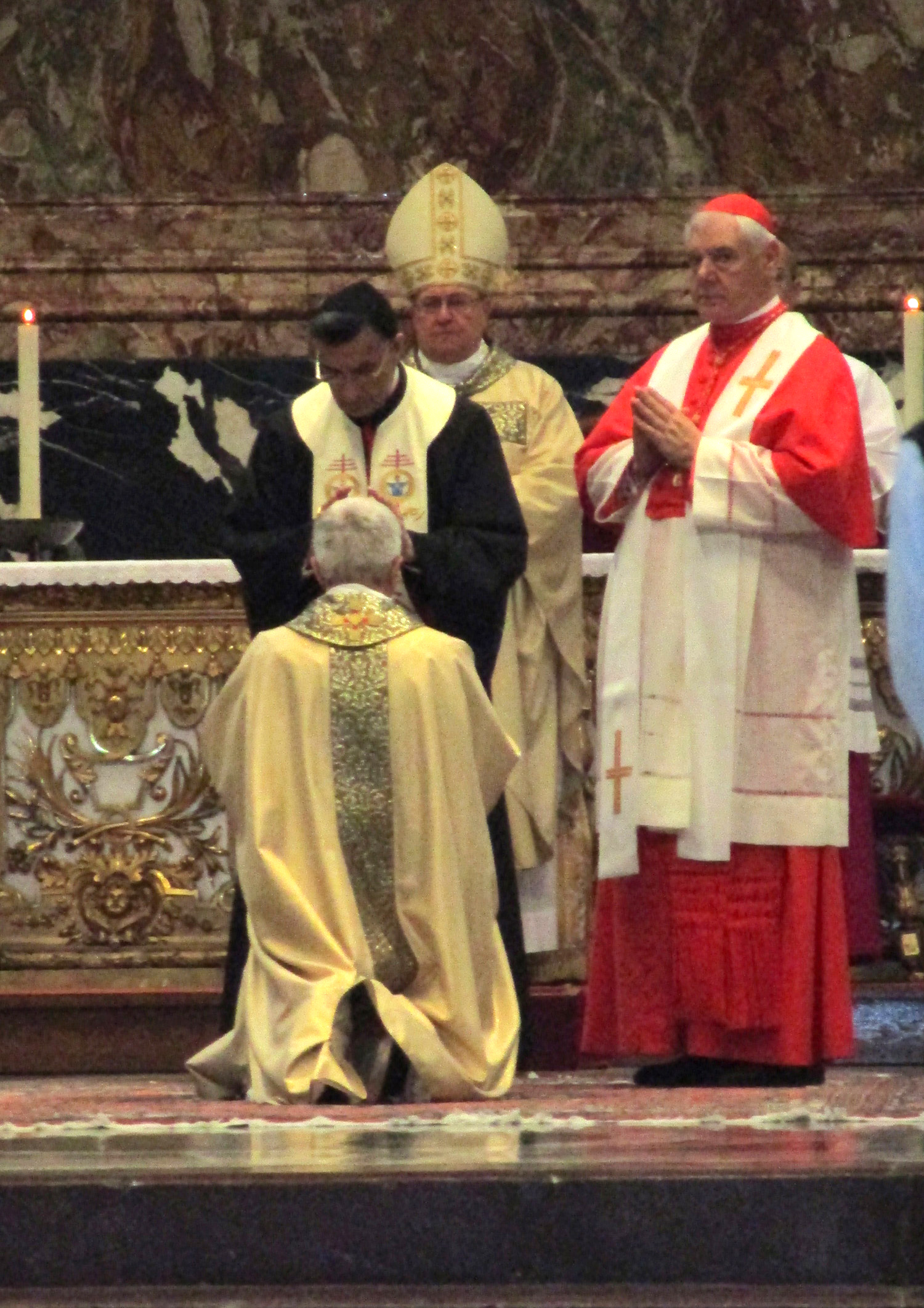
Obřad katolického svěcení s vkládáním rukou

Vkládání rukou či vzkládání rukou, též chirotonie (z řec. cheirotonea = svěcení; doslova rukopoložení), je náboženská praxe. V judaismu semicha (hebrejsky: סמיכה, „sklonění rukou“) doprovází udělování požehnání nebo předávání posvátné moci (svěcení).
Čeština rozlišuje mezi výrazy vkládání a vzkládání. Pro požehnání používá termín vkládání a pro předávání moci termín vzkládání. Terminologie však není vždy úplně přesná a záleží na typu křesťanské denominace.
Chirotonie ve východních křesťanských církvích a vzkládání rukou v západních křesťanských církvích se používá jako symbolický i formální způsob vzývání Ducha svatého především při křtu a biřmování, při uzdravovacích obřadech, žehnání a svěcení kněží, duchovních, starších, jáhnů a dalších církevních hodnostářů, jakož i při řadě dalších církevních svátostí a posvátných obřadů. 

## Židovská tradice
Hlavní článek: Smicha
Vkládání rukou bylo v hebrejské Bibli mnohokrát zmiňováno jako úkon, který doprovázel udělování požehnání nebo autority. Mojžíš ustanovil (vysvětil) Jozueho skrze semicha (smicha), tj. vzkládáním rukou: Nm 27, 15–23 (Kral, ČEP); Dt 34, 9 (Kral, ČEP). Bible dodává, že Jozue byl „naplněn duchem moudrosti“. Mojžíš také ustanovil 70 starších – Nm 11, 16–25 (Kral, ČEP). Starší později tímto způsobem vysvětili své nástupce. Jejich nástupci zase vysvěcovali další. Tento řetězec praktických smicha pokračoval až do doby Druhého chrámu, do blíže neurčené doby. Přesné datum, kdy původní posloupnost smicha skončila, není jisté. Mnoho středověkých autorit se domnívalo, že se tak stalo za vlády Hillela II. kolem roku 360 n. l. Zdá se však, že pokračovala přinejmenším do roku 425 n. l., kdy Theodosius II. popravil Gamaliela VI. a zrušil patriarchát a sanhedrin.
Vkládání rukou může také odkazovat na praxi vkládání rukou na obětní zvíře (oběť za hřích) před jeho porážkou, na základě učení v 3. knize Mojžíšově – Lv 4, 24 (Kral, ČEP): „A vloží ruku na hlavu kozla.“ V Pseudo-Jonatanově aramejském překladu Pentateuchu vysvětluje překladatel smysl verše: „A položí svou pravici silou na hlavu kozla.“ Podle Filóna Alexandrijského byl zvyk vkládání rukou spojen s prohlášením, kdy majitel zvířete řekl: „Tyto ruce nevzaly úplatek, aby narušily spravedlnost, ani nerozdělily kořist atd.“ Podle židovské tradice se první spor v Izraeli týkal toho, zda je ve sváteční den přípustné vztáhnout ruku na obětní zvíře celou vahou svého těla, či nikoliv.

## Křesťanské tradice

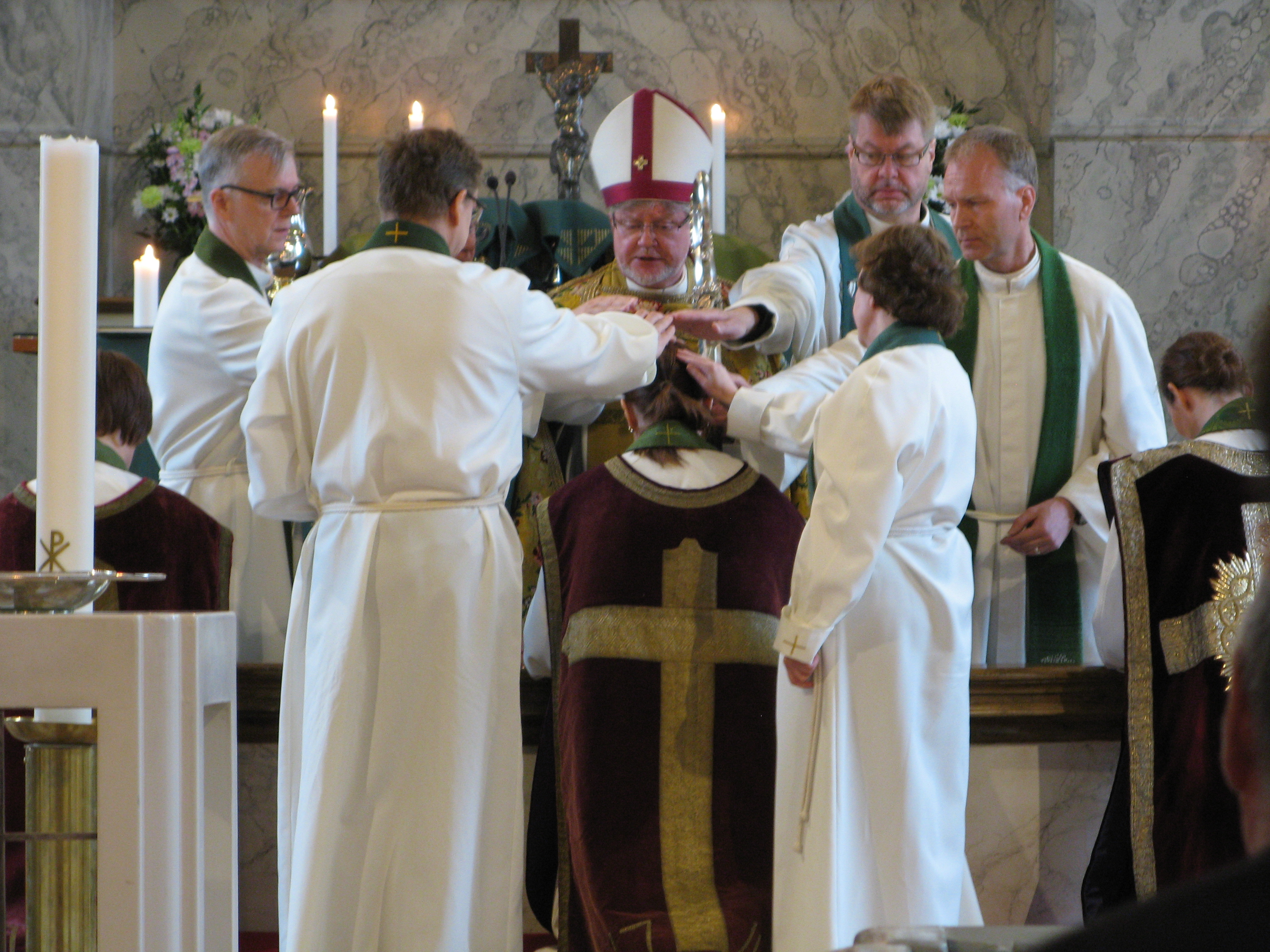
Vzkládání rukou při finském luteránském svěcení v Oulu, Finsko

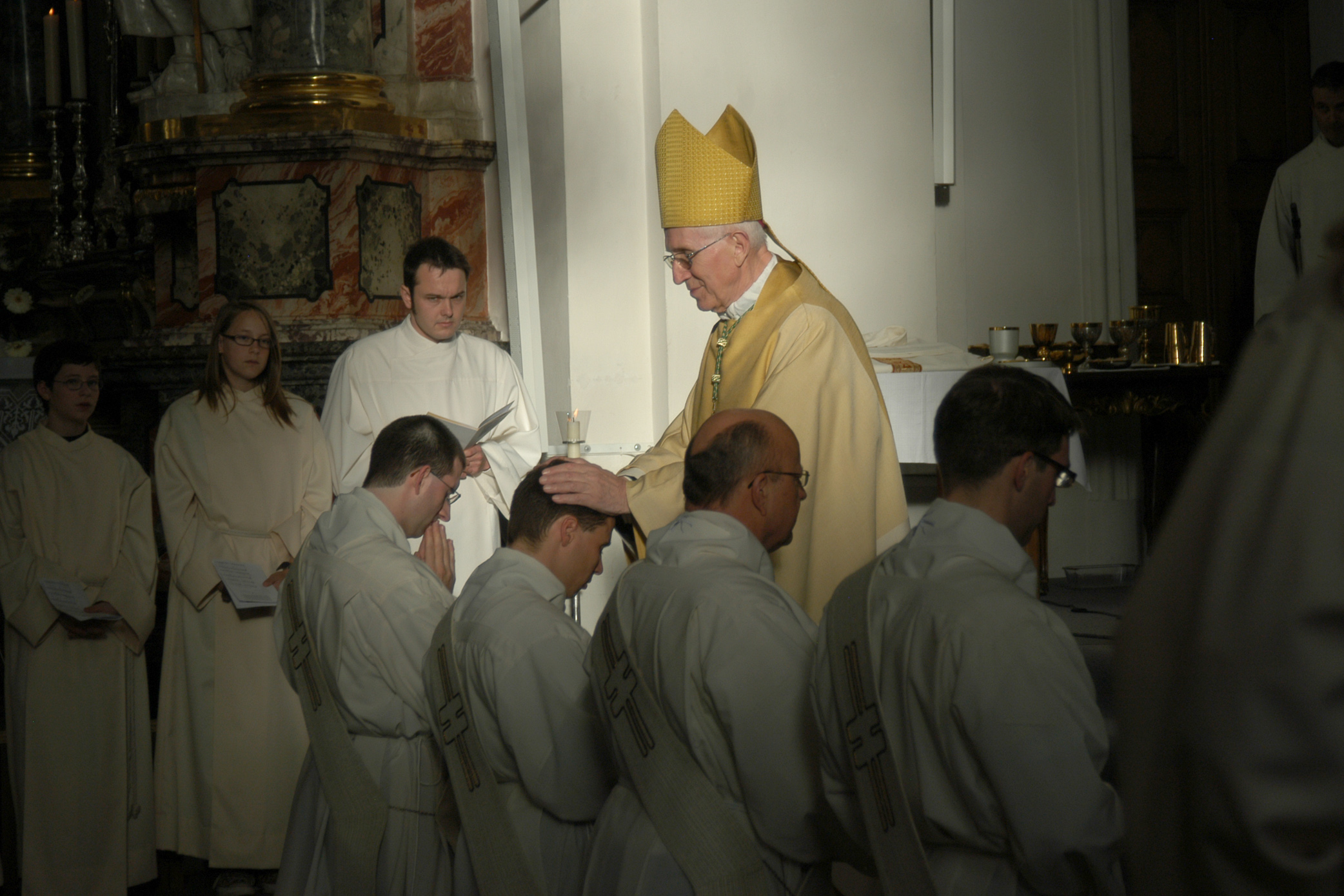
Vzkládání rukou při katolickém kněžském svěcení v Německu

Hlavní článek: Křesťanské v(z)kládání rukou (Chirothesis)
V Novém zákoně bylo vkládání rukou spojeno s přijetím Ducha svatého – viz Sk 8, 14–19 (Kral, ČEP). Zpočátku apoštolové vkládali ruce na nově příchozí i na věřící – viz Sk 6, 5–6 (Kral, ČEP).
Nový zákon také spojuje vkládání rukou s udělením autority nebo jmenováním osoby do zodpovědné funkce. Viz Sk 6, 6 (Kral, ČEP); Sk 13, 3 (Kral, ČEP); a 1Tim 4, 14 (Kral, ČEP). Případně také Sk 14, 23 (Kral, ČEP), kde „vysvětil“ – řecky: χειροτονήσαντες – lze přeložit jako „vztáhl ruku“). Používání vzkládání rukou při svěcení církevních hodnostářů přetrvalo v mnoha směrech křesťanství.

### Anglikánství
Vzkládání rukou je součástí anglikánského biřmování, pomazání nemocných a dalších částí liturgie a pastoračních úřadů. Rubrika při biřmovací bohoslužbě vyžaduje, aby biskup vkládal pouze jednu ruku, což symbolizuje, že má menší duchovní autoritu než apoštol (který vkládal obě ruce).

### Katolická církev
V katolické církvi se v liturgických knihách uvádí výraz vzkládání rukou. Gesto se používalo a stále používá při některých obřadech sedmi svátostí katolické církve. Za prvé je to základní gesto (neboli „materie“) pro svátost svěcení (diakonát, kněžství a biskupství). Za druhé doprovází pomazání posvátným křižmem ve svátosti biřmování. Zatřetí je součástí obřadu pro svátost pomazání nemocných, převzatého podle příkazu v Jakubově epištole: „Je mezi vámi někdo nemocný? Ať zavolá starší církve a ti ať se nad ním modlí a pomažou ho olejem ve jménu Páně“ – Jak 5, 14 (Kral, ČEP).

### Východní křesťanství
Ve východním křesťanství se vzkládání rukou používá při svěcení (tzv. cheirotonii) „vyššího“ kléru (biskupů, kněží a jáhnů) a provádí se také na konci svátosti pomazání. 

### Evangelikalismus

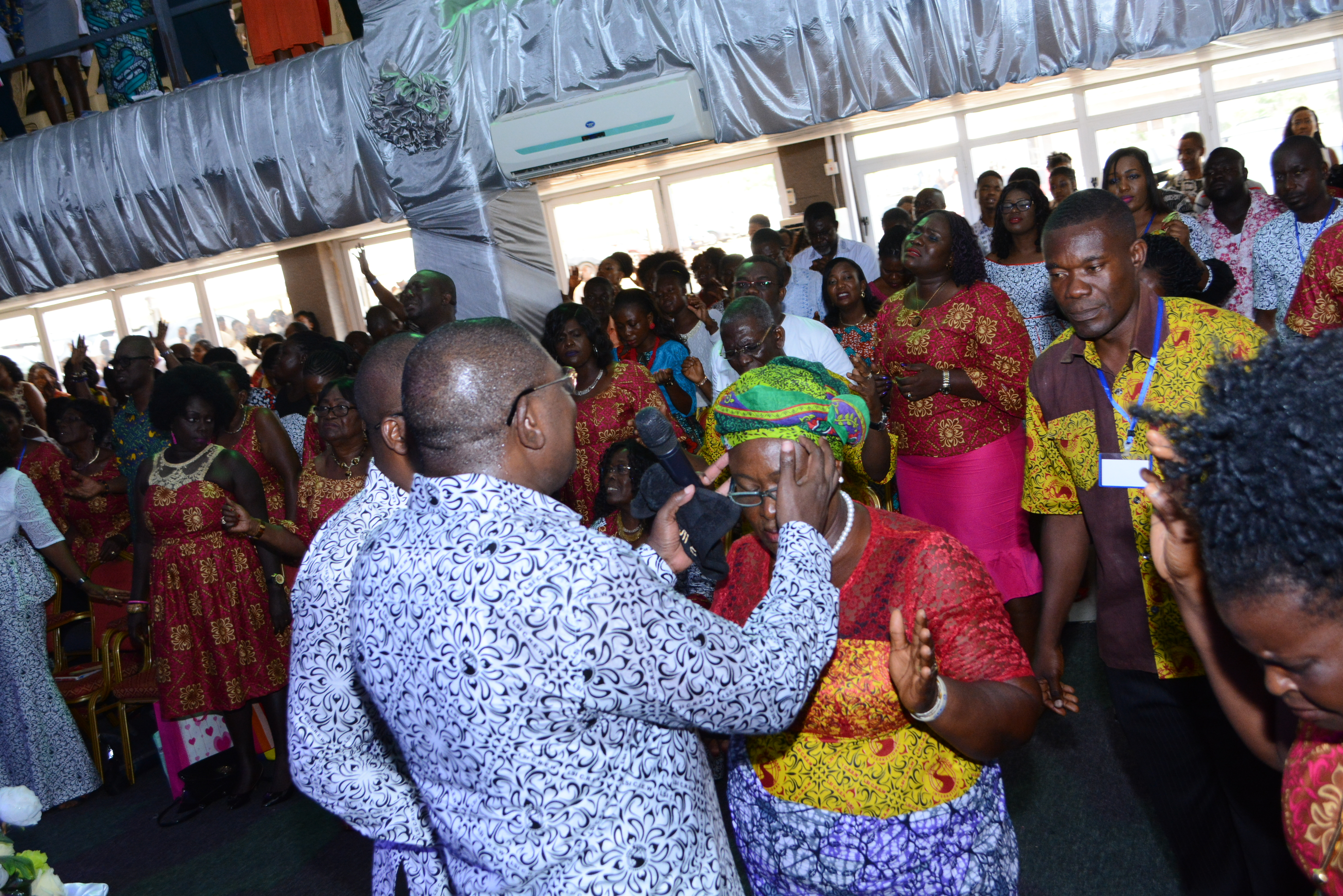
Vkládání rukou za uzdravení v Living Streams International Church, Akkra, Ghana, 2018

V evangelikálním křesťanství se vkládání rukou provádí při ordinaci pastora.

#### Baptisté
V několika málo baptistických církvích se vzkládání rukou po křtu věřícího koná jen zřídka, ačkoli je to pro některé sekty tradiční a nepraktikuje se jako biblický příkaz ani příklad. Je to jeden ze dvou bodů, které byly v roce 1742 doplněny do Baptistického vyznání víry z roku 1689. Jižní baptisté používají vzkládání rukou při ordinaci duchovních (např. jáhnů, asistentů a starších pastorů) a také v situacích, kdy je třeba přivolat božské uzdravení. 

#### Pentekostalismus
Letniční křesťané praktikují vkládání rukou jako součást modlitby za božské uzdravení (uzdravení vírou) a pomazání nemocných.

### Svatí posledních dnů

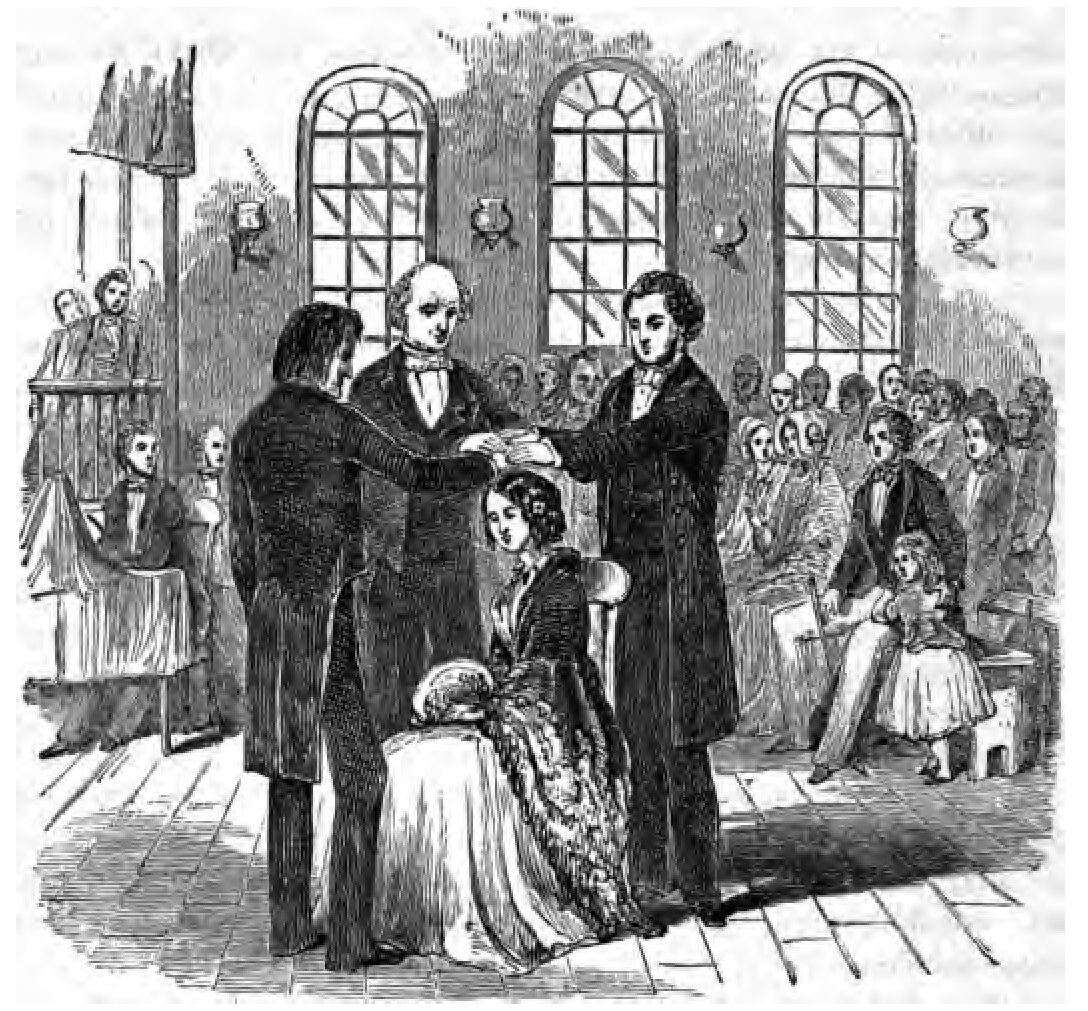
Vyobrazení biřmování Svatých posledních dnů s vkládáním rukou z 50. let 19. století

Členové Církve Ježíše Krista Svatých posledních dnů věří, že k obnovení Kristova kněžství došlo vzkládáním rukou vzkříšeného Jana Křtitele na Josepha Smitha a Olivera Cowderyho v roce 1829, a vzkládání rukou je považováno za nezbytnou součást biřmování. Svatí posledních dnů vkládají ruce při vysvěcování členů na Áronovo a Melchizedechovské kněžství a při ustanovování členů do služby v jiných funkcích v Církvi. Na žádost nemocného člena Církve dva starší Církve pomažou hlavu nemocného člena posvěceným olivovým olejem a poté vloží ruce na jeho hlavu a pod vedením Ducha Svatého mu požehnají.

## Africká tradiční medicína
Křováci v jižní Africe používají vkládání rukou jako léčebnou metodu. Jak popisuje profesor Richard Katz, léčitelé národa !Kung vkládají ruce na nemocného, aby z něj v „obtížném a bolestivém“ procesu vytáhli nemoc do léčitele.

## Navažské náboženské obřady
Podobná praxe vkládání rukou se používá také při náboženských obřadech Navahů.

## Použití státem
Hlavní článek: Královský dotek
Vkládání rukou, známé jako královský dotek, prováděli králové v Anglii a Francii a věřilo se, že léčí skrofulu (v té době nazývanou také „královské zlo“), což byl název pro řadu kožních onemocnění. Obřad královského doteku započal ve Francii Robert II. pobožný, ale legenda později připisovala tuto praxi Chlodvíkovi I. jako merovejskému zakladateli Svaté říše římské a Eduardovi Vyznavači v Anglii. Tato víra byla běžná po celý středověk, ale s osvícenstvím začala vymírat. Královna Anna Stuartovna byla posledním britským panovníkem, který se hlásil k této božské schopnosti, ačkoli jakobitští pretendenti se k ní hlásili také. Francouzská monarchie si tuto praxi zachovala až do 19. století. Akt se obvykle prováděl při velkých obřadech, často o Velikonocích nebo jiných svátcích.